# 森口駅
森口駅（もりぐちえき）は、長野県松本市波田森口にあるアルピコ交通上高地線の駅である。駅番号はAK-10。

## 歴史
- 1922年（大正11年）
  - 5月10日：筑摩鉄道の駅として開業[1]。
  - 10月31日：筑摩電気鉄道に社名変更。

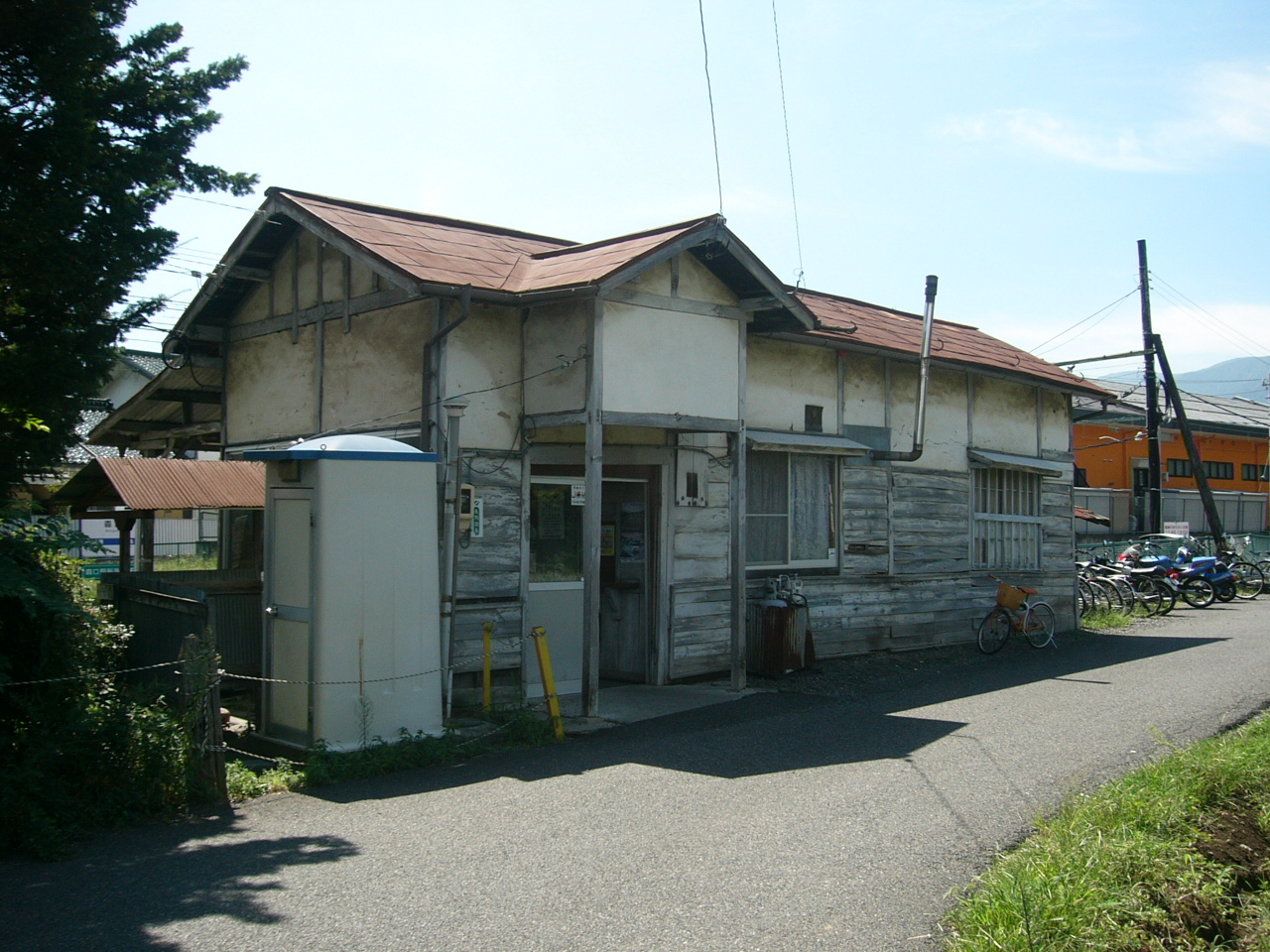
旧駅舎（2006年9月）

- 1932年（昭和7年）12月2日：松本電気鉄道に社名変更。
- 2011年（平成23年）4月1日：アルピコ交通に社名変更。
- 2012年（平成24年）3月24日：新駅舎が造られ使用が始まった[3]。
- 2015年（平成27年）3月26日：使われなくなっていた旧駅舎が解体され、跡地には駐車場が造られた[4]。
- 2025年（令和7年）
  - 2月23日：この日は日曜日だが窓口を9時から15時前まで臨時営業する。

## 駅構造
相対式ホーム2面2線を有する地上駅。駅舎待合室に次に到着する列車の時刻や列車接近を知らせる電光掲示板があり列車接近時に信濃の国のメロディが流れる。かつては接近メロディーとして駅舎内に『エリーゼのために』が新島々行き到着直前にのみ流れていた。新島々行きホームは構内踏切を渡らねばならず列車が到着するときには閉まってしまうことによる。列車交換は1日3回のみ行われる。両ホーム間の移動は構内踏切を利用する。2013年（平成25年）ごろまで線内で唯一踏切警報機が無かった。構内踏切はバリアフリーになっていない。
委託駅であり、平日の7:20から16:20までは、乗車券の発売と降車客からの集札を行っている。上記以外の時間帯は他の無人駅同様車内精算となる。
サイクルトレイン（予約制）の利用可能な駅の１つで松本方面行きのみ乗降可能である。

### のりば
| 番線 | 路線      | 方向 | 行先                     |
| ---- | --------- | ---- | ------------------------ |
| 1    | ■上高地線 | 上り | 新村・信濃荒井・松本方面 |
| 2    | ■上高地線 | 下り | 波田・新島々方面         |

## 利用状況
「松本市統計書」によると、1日平均の乗車人員は以下の通りである。
| 乗車人員推移 | 乗車人員推移 |
| 年度         | 1日平均人数  |
| ------------ | ------------ |
| 2009         | 225          |
| 2010         | 260          |
| 2011         | 268          |
| 2012         | 271          |
| 2013         | 266          |
| 2014         | 249          |
| 2015         | 277          |
| 2016         | 279          |
| 2017         | 277          |

## 駅周辺
住宅が多いが、駅南方には畑や水田がある。駅西側には工場がある。駅のすぐ南側から東側にかけて水量の多い小河川が流れているが、これは波田堰の余水を流すための流末である。
- 森口公園
- 三神社[1]
- さみぞ霊園[6]
- 宮地エンジニアリング（旧：宮地鉄工）松本工場 - 1945年より操業。2010年3月に規模が大きく縮小された。
- JA虹のホールはた
- 八十二銀行波田支店
- タイムズ有料駐車場 - かつては無料の市設パークアンドライド駐車場だった。
- 波田循環バス「森口整形外科」停留所
- 国道158号

## 隣の駅
アルピコ交通
■上高地線
三溝駅（AK-09） - 森口駅（AK-10） - 下島駅（AK-11）